# تفجير السماوة 2016
في يوم 1 مايو عام 2016 استهدفت هجمات عمق الجنوب الشيعي وتحديداً مدينة السماوة في العراق بانفجار سيارتين ملغومتين مزدوجتين. واسفرت عن مقتل 51 شخصاً على الأقل وإصابه 75 شخص. وفي يوم 4 يناير عام 2021 قبض على المتهم الذي قام بهذا التفجير. و أصدرت محكمة جنايات النجف على حكم الأعدام بحق أحد منفذي هذا الانفجار (حمد الغريري).